# ایپوی‌داماشد
ایپوی‌داماشد (به مجاری: Ipolydamásd) یک شهرداری در مجارستان است که در ناحیه سوب واقع شده‌است. ایپوی‌داماشد ۱۱٫۶۰ کیلومتر مربع مساحت و ۳۵۳ نفر جمعیت دارد.